# Арабляр (Дагестан)
Арабля́р — село в Курахском районе Дагестана. Входит в Моллакентского сельсовета. Анклав на территории Дербентского района.

## Географическое положение
Расположено на Приморской низменности, в устье реки Рубас, на берегу Каспийского моря.

## История
По преданию, жители села происходили из общества Арабляр близ Шемахи, считавшегося потомками аравийцев. 42 двора в 1869 году.

## Достопримечательности
На берегу Каспийского моря у села Арабляр установлен экраноплан «Лунь».

## Население
| 1886 | 1895 | 1926 | 1939 | 1970 | 1989 | 2002 |
| ---- | ---- | ---- | ---- | ---- | ---- | ---- |
| 149  | ↘145 | ↘91  | ↗132 | ↗171 | ↗381 | ↗549 |
| 2010 | 2021 |      |      |      |      |      |
| ↘514 | ↗608 |      |      |      |      |      |

Национальный состав
По данным Всесоюзной переписи населения 1926 года:
| № | Национальность | Численность, чел. | Доля |
| - | -------------- | ----------------- | ---- |
| 1 | тюрки          | 76                | 84 % |
| 2 | лезгины        | 15                | 16 % |

По данным Всероссийской переписи населения 2010 года:
| № | Национальность | Численность, чел. | Доля |
| - | -------------- | ----------------- | ---- |
| 1 | лезгины        | 492               | 96 % |
| 2 | азербайджанцы  | 12                | 2 %  |
| 3 | другие         | 10                | 2 %  |

Население на 2021 год 608 человек